# 福兰阁

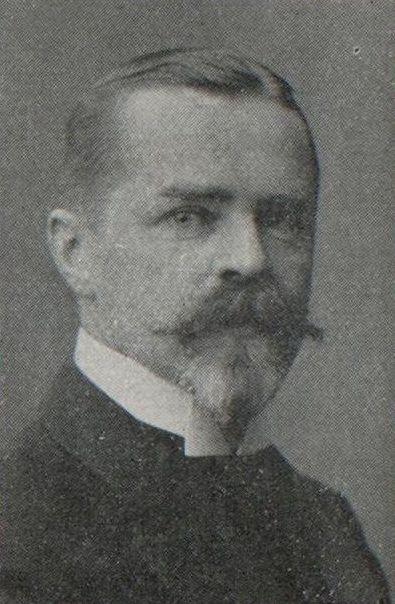
奥托·福兰阁

奥托·福兰阁（德語：Otto Franke，1863年9月27日—1946年8月5日），又作福兰格、傅兰克、福朗克（是臺灣部分學人所翻譯名字的其中之一稱乎），德国近代著名汉学家。他的其中一名兒子傅吾康，也跟他年輕時一樣，是來華生活過不短時期漢學家。

## 生平
福兰阁曾于1888年至1901年间前往中国，在德国驻华使馆与领事馆担任翻译、领事等职。1901年回德国后，担任过中国驻德公使馆参赞。1909年起，出任漢堡殖民學院（汉堡大学前身）汉文教授。1919年汉堡大学正式成立后，福兰阁继续担任汉文教授职务。1923年，转入柏林大学任教。1946年去世，终年82岁。
福兰阁之子傅吾康子承父业，亦为一位汉学家。